# Júlia Vinagre
Júlia Gaspar Vinagre (faleceu em 2013) foi uma chef de cozinha portuguesa, uma das primeiras mulheres portuguesas galardoadas com uma Estrela Michelin e a primeira mulher a ser premiada pela Academia Portuguesa de Gastronomia.

## Biografia
Júlia Vinagre foi uma chef portuguesa que fundou, em 1986, o restaurante "A Bolota", na Terrugem, com o marido, a sua irmã Ilda e o seu cunhado Francisco Vinagre. Nesse restaurante, Júlia era responsável gestão, receção dos pedidos e das pessoas, a sua irmã cozinhava e o seu cunhado era responsável pelo serviço de sala. Mais tarde, Júlia abre o restaurante "A Castanha", em Castelo de Vide, e posteriormente volta à Terrugem onde abre o restaurante "A Bolota Castanha" com a sua irmã Ilda. Nos seus restaurantes eram servidos pratos de cozinha regional alentejana, com influências da cozinha francesa e italiana.

## Reconhecimentos
Em 2002, Júlia torna-se na primeira mulher a ser premiada pela Academia Portuguesa de Gastronomia.
O restaurante "A Bolota" foi reconhecido com as seguintes distinções:
- Em 1986 recebe o prémio Prato de Ouro atribuído pela Academia Espanhola de Gastronomia;[4]
- Em 1992 recebe pela primiera vez uma Estrela Michelin que é renovada no ano de 1993;[1][2][4]

Em 2003, o restaurante "A Bolota Castanha" foi reconhecido pelo Guia Boa Cama, Boa Mesa, do Jornal Expresso com o prémio Garfo de Ouro. Este prémio é novamente atribuído em 2007 e 2009;
Algumas das filmagens do filme português "A Falha" ocorreram nos restaurantes "A Bolota" e "A Bolota Castanha".
Os seus restaurantes eram frequentados por diversos políticos e artistas portugueses e estrangeiros.